# Xysticus ictericus
Xysticus ictericus är en spindelart som beskrevs av Ludwig Carl Christian Koch 1874. Xysticus ictericus ingår i släktet Xysticus och familjen krabbspindlar.
Artens utbredningsområde är Fiji. Inga underarter finns listade i Catalogue of Life.